# Arroces del Mundo
Arroces del Mundo es una fiesta intercultural, popular y participativa que se celebra a principios de junio en el barrio de San Francisco en Bilbao desde el año 2003.

## Historia
Arroces del Mundo está organizada por la Coordinadora de grupos de Bilbao La Vieja, San Francisco y Zabala de Bilbao con la colaboración de otras organizaciones sociales. Su objetivo es potenciar la interculturalidad y la participación social mediante el encuentro de personas de diferentes procedencias y culturas.Es una fiesta autogestionada y autoorganizada con unas 250 personas que colaboran en la organización del evento. Se organiza en la plaza Corazón de María del barrio de San Francisco de Bilbo.
Esta fiesta de la interculturalidad inició en 2003 con la participación de unas 150 personas. En 2023 celebró su vigésima edición con una participación de más de 3.000 personas de diferentes países, divididas en 116 grupos y más de 70 nacionalidades distintas.
En 2023 para celebrar los 20 años del evento la Coordinadora de Bilbao la Vieja San Francisco y Zabala ha publicado el libro «Recetas e historia» en colaboración con DibujatolratoSinparar. Se trata de un libro ilustrado con recetas de gente de diversas procedencias: Marruecos, Senegal, Bilbao, Etiopía. Las recetas vienen acompañadas de historias y comentarios que ponen en valor la diversidad y a las personas migradas. El libro se puede leer tanto en euskera como en castellano.

## Descripción

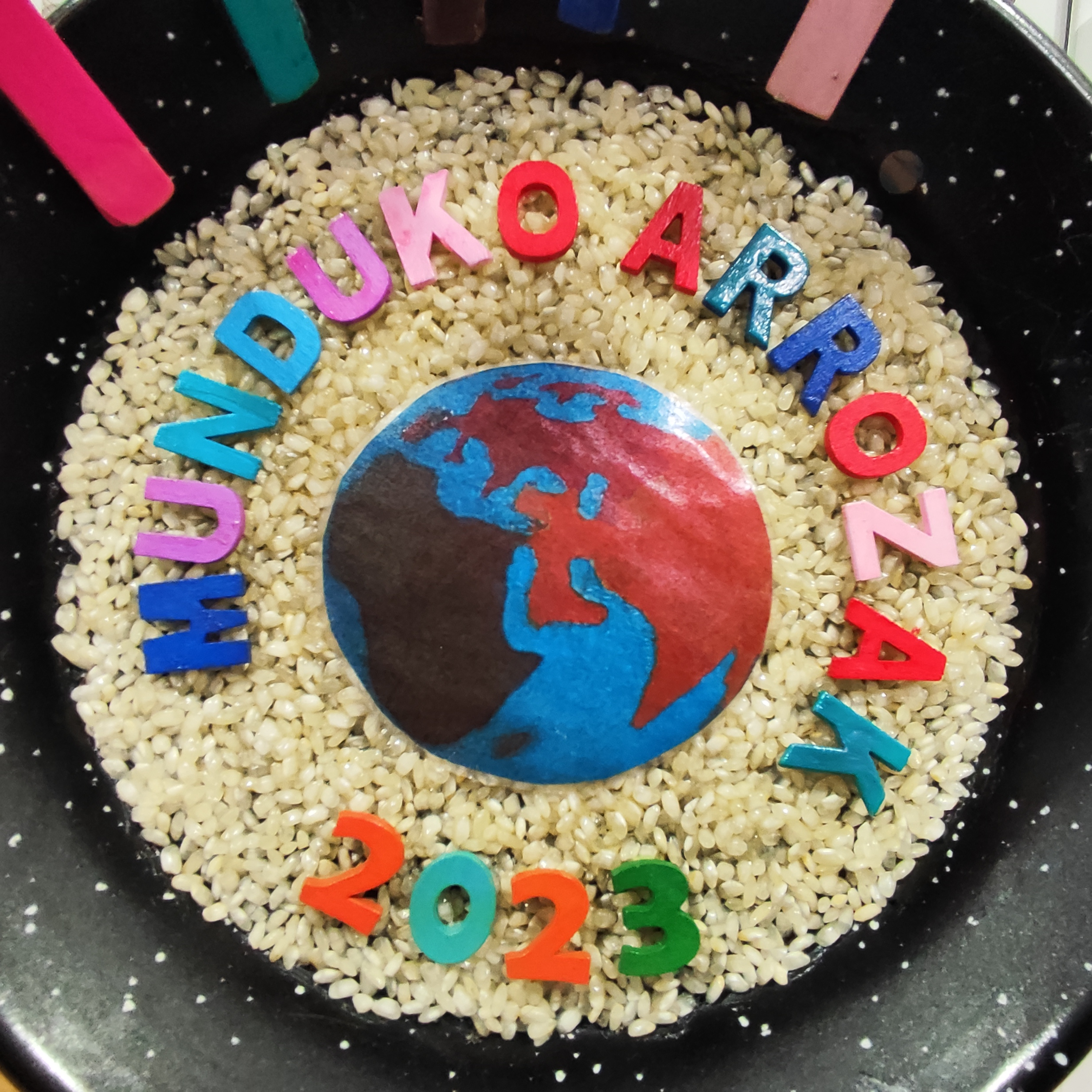
Arroces del Mundo, 2023

Tomando el arroz como plato común a las distintas culturas del mundo, tratan de cocinar el plato más sabroso. Un jurado compuesto por 4 personas de distintas nacionalidades es el encargado de determinar cuál de todos es el plato merecedor del galardón al premio del mejor arroz del mundo.
Tras la comida y la sobremesa, a partir de las 16:00 horas, con la participación voluntaria de grupos de diferentes culturas suelen comenzar actuaciones musicales y de danza.
Esta fiesta se ha extendido a otros barrios de Bilbao y localidades de Bizkaia, Gipuzkoa, Álava y a otras localidades del Estado.